# Monte del Cerro
Il Monte del Cerro (649,3 m s.l.m.)  è una montagna dei Monti Lepini nell'Antiappennino laziale, che si trova nel Lazio, nella provincia di Latina, a cavallo dei territori dei comuni di Bassiano e Sezze.